# 543
Évszázadok: 5. század – 6. század – 7. század
Évtizedek: 490-es évek – 500-as évek – 510-es évek – 520-as évek – 530-as évek – 540-es évek – 550-es évek – 560-as évek – 570-es évek – 580-as évek – 590-es évek
Évek: 538 – 539 – 540 – 541 –  542 – 543 – 544 – 545 – 546 – 547 – 548

## Események
- Tovább tart a vulkánkitörés okozta globális lehűlés.
- A iusztinianoszi pestisjárvány továbbterjed Európában és Ázsiában, elér Galliába és a Rajna-vidékre, valamint Perzsiába.

### Bizánci Birodalom
- A bizánci-gót háborúban az ostromlott Nápoly márciusban megadja magát, miután a gótok szabad elvonulást ígérnek az ezer bizánci védőnek. Totila osztrogót király betartja a szavát és a foglyokkal is nagylelkűen bánik.
- A lazicai háborúban a bizánciak betörnek Örményország Perzsiához tartozó részére, de a hegyes vidéken az angloni csatában négyezer perzsa visszavonulásra kényszeríti húszezres seregüket. Kihasználva a bizánciak kudarcát, Huszrau szászánida király ostrom alá veszi Edesszát.
- A konstantinápolyi zsinaton elítélik Órigenész eretneknek tartott, apokatasztatikus (mely szerint végül mindenki üdvözül, még a Sátán is) nézeteit.

### India
- I. Pulakesin megalapítja a Csálukja-dinasztiát, amely idővel egész Közép-Indiát az uralma alá hajtja.

### Afrika
- Monofizita kopt misszionáriusok megtérítik a Nílus menti núbiai királyság, Nobatia uralkodóját, aki államvallássá teszi a kereszténységet.

### Kína
- Elkészül a Jüpien ("jade cikkelyek") a kínai nyelv négyszáz év óta első összefoglaló szótára, amely több mint 12 ezer írásjelet tartalmaz.

## Születések
- Brünhilde, I. Sigebert frank király felesége
- Szent Kolumbán, ír misszionárius

## Fordítás
- Ez a szócikk részben vagy egészben  a(z)   543 című angol Wikipédia-szócikk ezen változatának fordításán alapul.  Az eredeti cikk szerkesztőit annak laptörténete sorolja fel. Ez a jelzés csupán a megfogalmazás eredetét és a szerzői jogokat jelzi, nem szolgál a cikkben szereplő információk forrásmegjelöléseként.